# Музей естествознания (Вена)
Музей естественной истории(нем. Naturhistorisches Museum; NHM Wien) — один из крупнейших музеев столицы Австрии. Расположен на площади Марии Терезии в Вене напротив схожего по архитектуре Музея истории искусств. Музей естественной истории был построен для размещения в нём огромных коллекций империи Габсбургов. В музее хранятся представленные в тридцати девяти залах уникальные экспонаты, такие как Венера Виллендорфская, коллекция Шинера, скелет диплодока, а также вымершие 200 лет назад растения и животные, как, например, стеллерова корова.

## История
Самые ранние коллекции венского Музея естественной истории насчитывают более 250 лет. В 1750 году император Франц I Стефан Лотарингский, супруг Марии Терезии приобрёл у флорентийского учёного Жана де Байю самую обширную в то время коллекцию предметов естественной истории.
Коллекция Байю насчитывала 30 000 предметов, в том числе редкие окаменелости, моллюски, кораллы, ценные минералы и драгоценные камни.
Со временем коллекция стала настолько огромной, что в помещениях Хофбурга не стало хватать места. В ходе мероприятий по сносу бастиона, который уже не соответствовал духу того времени, для постройки Рингштрассе в 1857 году было запланировано возведение зданий двух государственных музеев. Оба музея были построены согласно проектам выдающегося архитектора Готфрида Земпера в характерном стиле неоренессанса. Музей в фондах императорской семьи открылся в 1865 году, но строительство нового здания продолжалось с 1872 по 1881 год.